# بانک ام اند تی

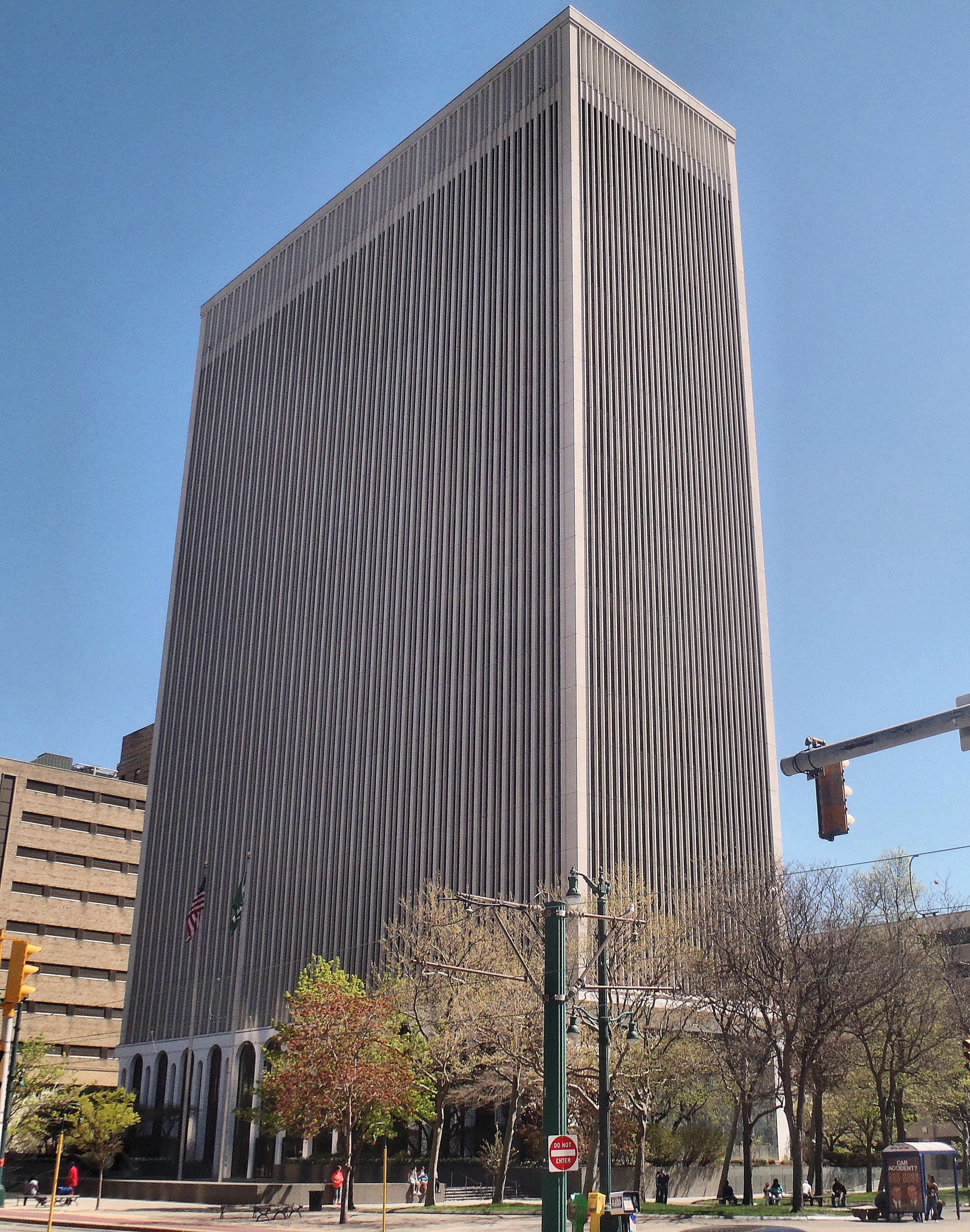
ساختمان بانک ام اند تی

بانک ام اند تی (به انگلیسی: M&T Bank) یک شرکت هلدینگ بانک است که مقر اصلی آن در بافلو، نیویورک قرار دارد. این بانک دارای ۷۸۰ شعبه در نیویورک (ایالت)، نیوجرسی، پنسیلوانیا، مریلند، مریلند، دلاویر (ایالت)، ویرجینیا، ویرجینیای غربی، واشینگتن، دی.سی. و کنتیکت می‌باشد.

ام اند تی در رتبه ۴۵۵ فهرست فرچون ۵۰۰ قرار دارد.

بانک ام اند تی در هر سه ماهه از سال ۱۹۷۶ سودآور بوده‌است. به غیر از نورترن تراست، ام اند تی تنها بانکی بود که سود خالص آن در طول بحران مالی ۲۰۰۸-۲۰۰۷ کاهش نیافت.

این بانک صاحب ساختمان بانک بوفالو در مرکز شهر بوفالو است. بانک ام اند تی از استادیوم ام اند تی که مرکز تیم بالتیمور ریونز حمایت می‌کند.

ویلینگتون تراست یک شرکت تابعه از بانک ام اند تی است که به ارائه خدمات و سرمایه گذاری‌های جهانی، مدیریت سرمایه‌گذاری و خدمات اعتباری می‌پردازد.

## تاریخچه
ام اند تی در سال ۱۸۵۶ در ایالت غربی نیویورک به عنوان "شرکت اعتباری تولیدکننده و معامله‌گر" تأسیس شد. این شرکت اولین شعبه خود را در تاریخ ۲۹ اوت آن سال در خیابان دوم سوان شرقی در بوفالو افتتاح کرد.

بین سال‌های ۱۹۸۷ و ۲۰۰۹ بانک ام اند تی حدود ۲۰ مؤسسه مالی را به شرح زیر را بنا نهاد:
- دسامبر ۱۹۸۷: مؤسسه نیویورک شرقی در نیویورک
- ژانویه ۱۹۸۹: بانک پس‌انداز مونرو در راچستر، نیویورک
- سپتامبر ۱۹۹۰: بانک پس‌انداز دارایی امپراتوری آمریکا در راچستر، نیویورک با همکاری کی‌بانک
- مه ۱۹۹۱: بانک پس‌انداز دارایی گلدوم بوفالو با همکاری کی‌بانک
- ژوئیه ۱۹۹۲: سنترال تراست در راچستر، نیویورک و بینگهمتون، نیویورک[۶]
- دسامبر ۱۹۹۴: شعبه‌های هادسون ولی کمیکال بانک
- ژوئیه ۱۹۹۵: شعبه‌های هادسون ولی در چیس
- ژانویه ۱۹۹۷: شعبه‌های بانک گرین پوینت شهرستان وستچستر، نیویورک
- ژوئن ۱۹۹۹: نخستین بانک ملی راچستر
- آوریل ۱۹۹۸: آن‌بانک در سیراکیوس، نیویورک[۷]
- سپتامبر ۱۹۹۹: شعبه‌های بانک در بوفالو[۸]
- اکتبر ۲۰۰۰: مؤسسه مالی کیستون مرکز پنسیلوانیا[۹]
- فوریه ۲۰۰۱: پریمیر نیشن بانکراپ نیوبرگ[۱۰]
- آوریل ۲۰۰۳: بانک آلفاست بالتیمور[۱۱]
- ژوئیه ۲۰۰۶: شعبه‌های سیتی‌بانک در بوفالو و راچستر[۱۲]
- دسامبر ۲۰۰۷: شراکت با تراست فایننشیال گروپ از جمله ۳۳ شعبه در بالاایالت نیویورک[۱۳]
- دسامبر ۲۰۰۷: شعبه‌های فرست هاریزون نشنال کورپوریشن در واشینگتن دی. سی.[۱۴]
- مه ۲۰۰۹: بانک پروردنت مریلند برای امور سهامی[۱۵]